# Cinnamomum sanjappae
Cinnamomum sanjappae är en lagerväxtart som beskrevs av Mohan Gangopadhyay. Cinnamomum sanjappae ingår i släktet Cinnamomum och familjen lagerväxter. Inga underarter finns listade i Catalogue of Life.